# Witte zeggemollisia
De witte zeggemollisia (Mollisia chionea) is een schimmel uit de familie Mollisiaceae. Hij groeit op de stengels van de zegge (Carex).

## Verspreiding
De witte zeggemollisia komt in Nederland zeer zeldzaam voor.